# Amanita ovoidea
Amanita ovoidea (Pierre Bulliard, 1788 ex Heinrich Friedrich Link, 1833) este o specie de ciuperci comestibile din încrengătura Basidiomycota în familia Amanitaceae și de genul Amanita. Este denumită în popor burete păros sau agaric de zbor ovoid. Ea coabitează, fiind un simbiont micoriza (formează micorize pe rădăcinile arborilor) și se poate găsi în România, Basarabia și Bucovina de Nord destul de rar, crescând solitară sau în grupuri mici, preferat pe sol calcaros. Specia se dezvoltă de la câmpie la deal în zone cu climă mai călduroasă, prin păduri de conifere  și de foioase, unde  trăiește în simbioză cu brazi argintii și pini respectiv castani comestibili și stejari. Apare din (iunie) iulie până în septembrie.

## Istoric

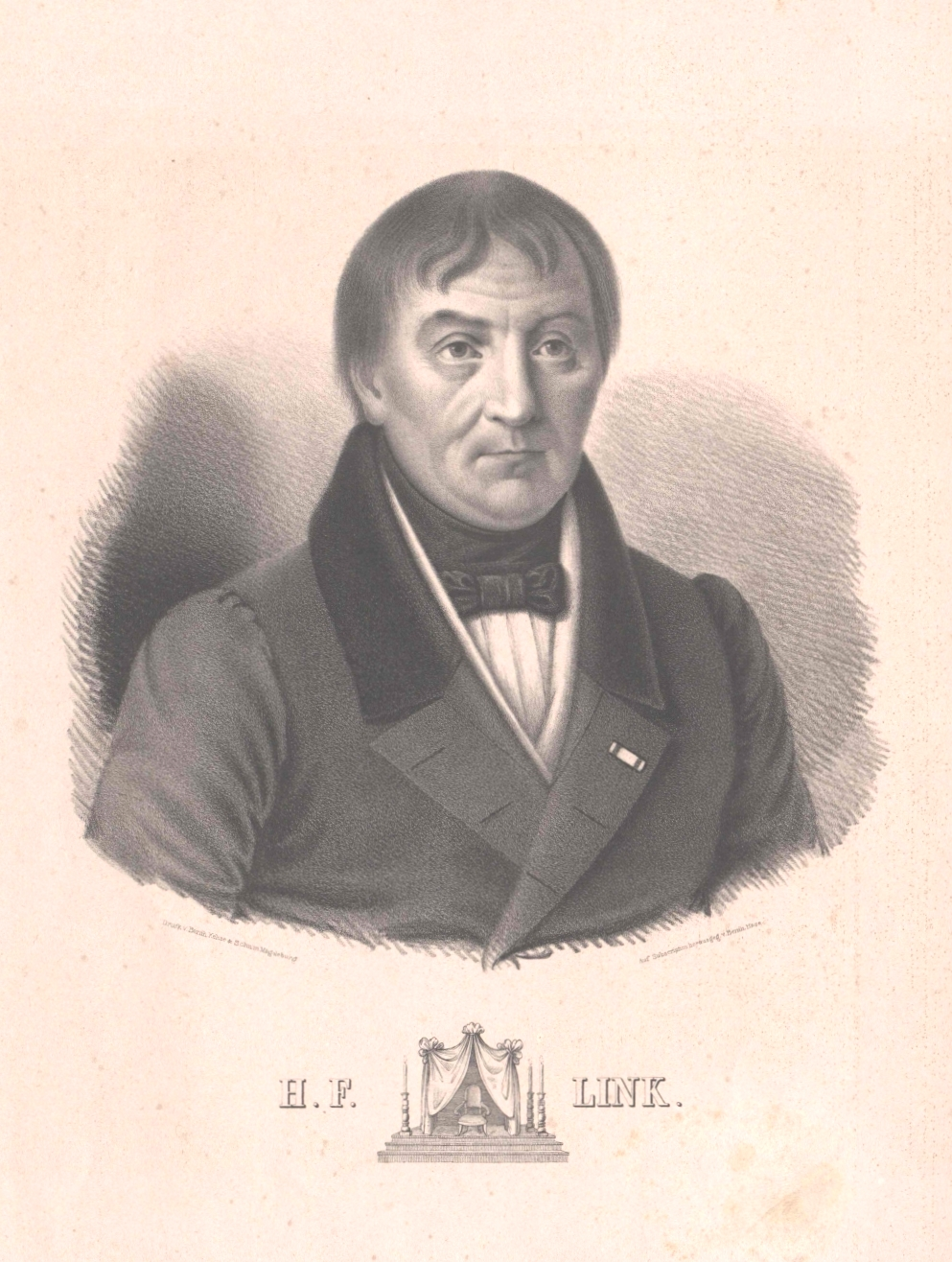
J. H. F. Link

Specia a fost descrisă pentru prima dată sub denumirea Agaricus ovoideus de micologul francez  Pierre Bulliard în volumul 8 al operei sale Herbier de la France ou, Collection complette des plantes indigenes de ce royaume din 1788.
În anul 1833, eruditul german Heinrich Friedrich Link (1767-1851) a transferat specia corect la genul Amanita, redenumindu-i de acea și numele generic, de verificat în volumul 3 al lucrării sale Handbuch zur Erkennung der nutzbarsten und am häufigsten vorkommenden Gewächse. Acest taxon este valabil până în prezent (2018).
Au mai avut loc câteva încercări de redenumire (vezi înfocasetă) valabile sinonim dar nefolosite și astfel neglijabile. Între aceste denumiri este și cea a micologului francez Edouard-Jean Gilbert (1888-1954) care a numit specia Amidella ovoidea în Iconographia Mycologica vol. XXVII din 1940, continuarea marii opere a lui Giacomo Bresadola. În această lucrare a descris toate speciile cunoscute de genul Amanita, fiind o contribuție semnificativă la marea operă Iconographia Mycologica (vol. I-XXV) a marelui micolog italian.

## Descriere
Ordinul Agaricales este de diversificare foarte veche (între 178 și 139 milioane de ani), începând din timpul perioadei geologice în Jurasic în diferență de exemplu cu genul Boletus (între 44 și 34 milioane de ani).

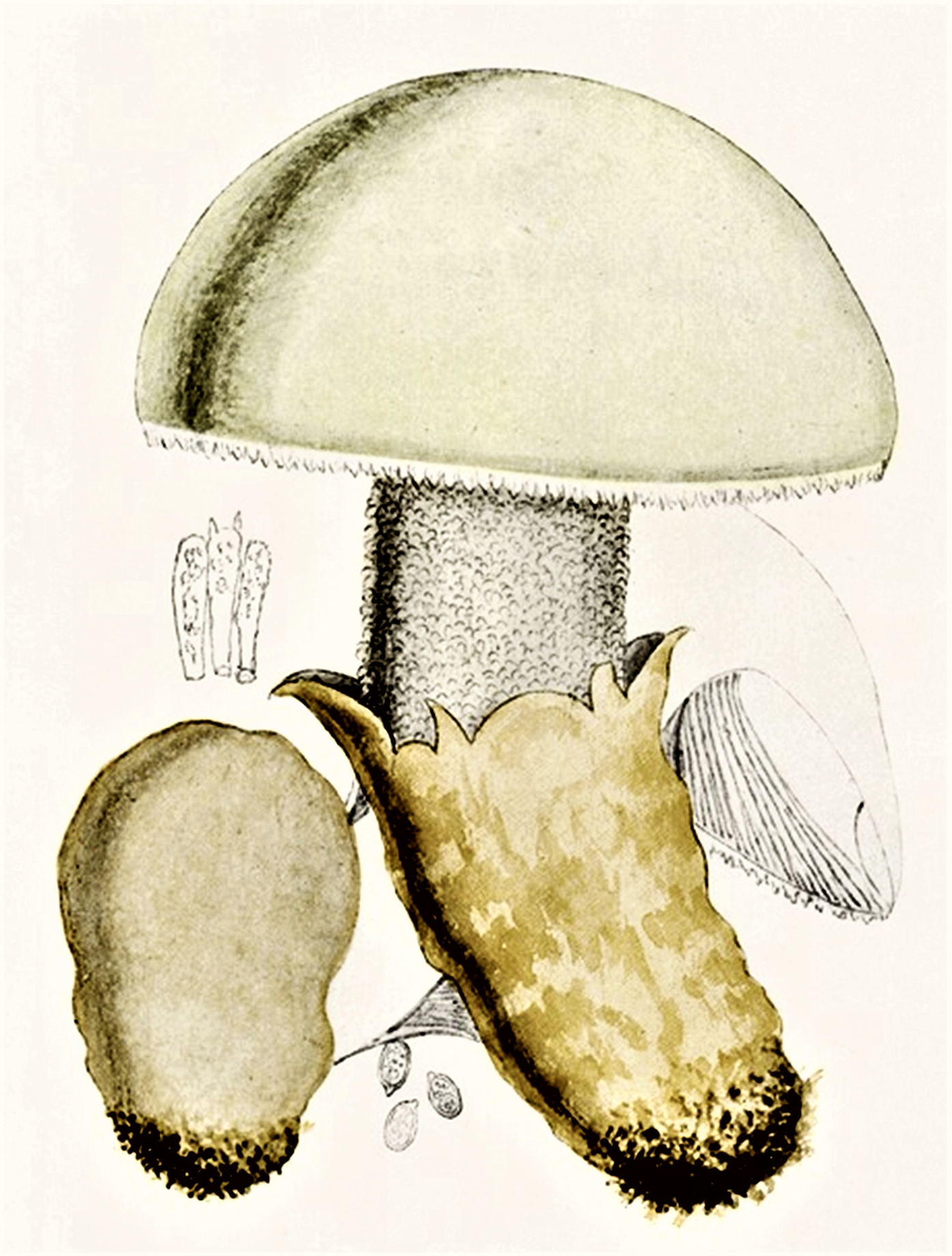
Bres.: Amanita ovoidea

- Pălăria: are un diametru de 10-25 cm, este puternică și cărnoasă, la început în formă de ou, apoi semisferică, tânără la margine cu apendicule mai mult sau mai puțin flocoase, materiale pulverulente și franjuri izbitoare la margine, amintind ceva de o barbă (datorită resturilor vălului parțial) care dispar după ceva timp. Matură este convexă în formă de pernă, aplatizând din ce în ce mai mult, în final câteodată cu marginile răsucite în sus. Cuticula ne-canelată este la început un pic făinos-mată, apoi mătăsoasă și netedă, fără nici o rămășiță de văl pe ea. Coloritul este inițial și pentru mult timp pur alb până gri-albicios, devenind la bătrânețe ușor gălbui.
- Lamelele: sunt albe, subțiri, neregulate, stau foarte îndesate (de acea cu aspect curbat), în maturitate bombate și spre picior îngustate, rotunjite, dar nu atașate, fiind acoperite în tinerețe de vălul parțial.
- Piciorul: are o lungime de 9-15 cm și o lățime de 2,5-4 cm, este tare și cărnos, plin, cilindric câteodată uniform expandat spre pălărie și bază, acoperit cu fulgi ușor de eradicat sau făinos. Volva este înaltă (ajunge aproape până la jumătatea piciorului), masivă, aproape pieloasă și foarte durabilă, inițial ovată și închisă cu întinderea pălăriei semiliberă, fragmentată în maximal două fâșii. Culoarea tinde între albicios, crem-gălbui până chiar la portocaliu-cărămiziu. Tija ne-striată poartă un inel situat în treimea superioară care este bătătoare la ochi în tinerețe, devenind însă repede foarte sfărâmicioasă și trecătoare.
- Carnea: este compactă, tare și întotdeauna albă. Mirosul este la exemplare tinere imperceptibil, devenind cu vârsta dezgustător, adesea ca de hoit, gustul fiind plăcut.
- Caracteristici microscopice: Sporii sunt albi, elipsoidali, netezi, amilozi (ce înseamnă colorabilitatea structurilor tisulare folosind reactivi de iod), având o mărime de 9-12 x 6,5-7,5 microni. Pulberea lor este albă. Basidiile poartă sterigme cu câte 4 spori.[4][5]
- Reacții chimice: Buretele se colorează cu anilină roșu, apoi brun, carnea cu fenol roșu, apoi brun și cu sulfoformol roz murdar.[10]

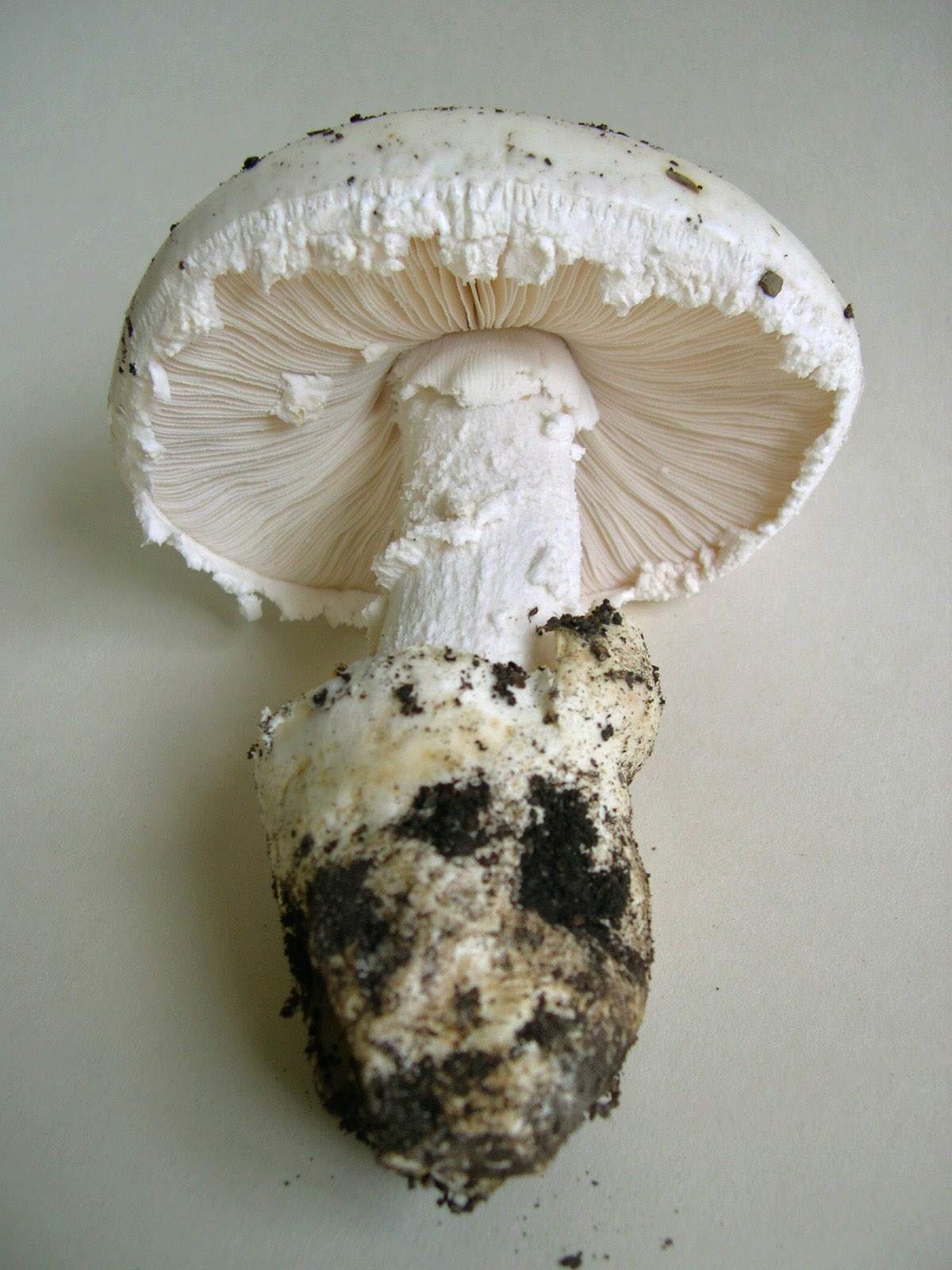
A. ovoidea, lamele, picior și bulb
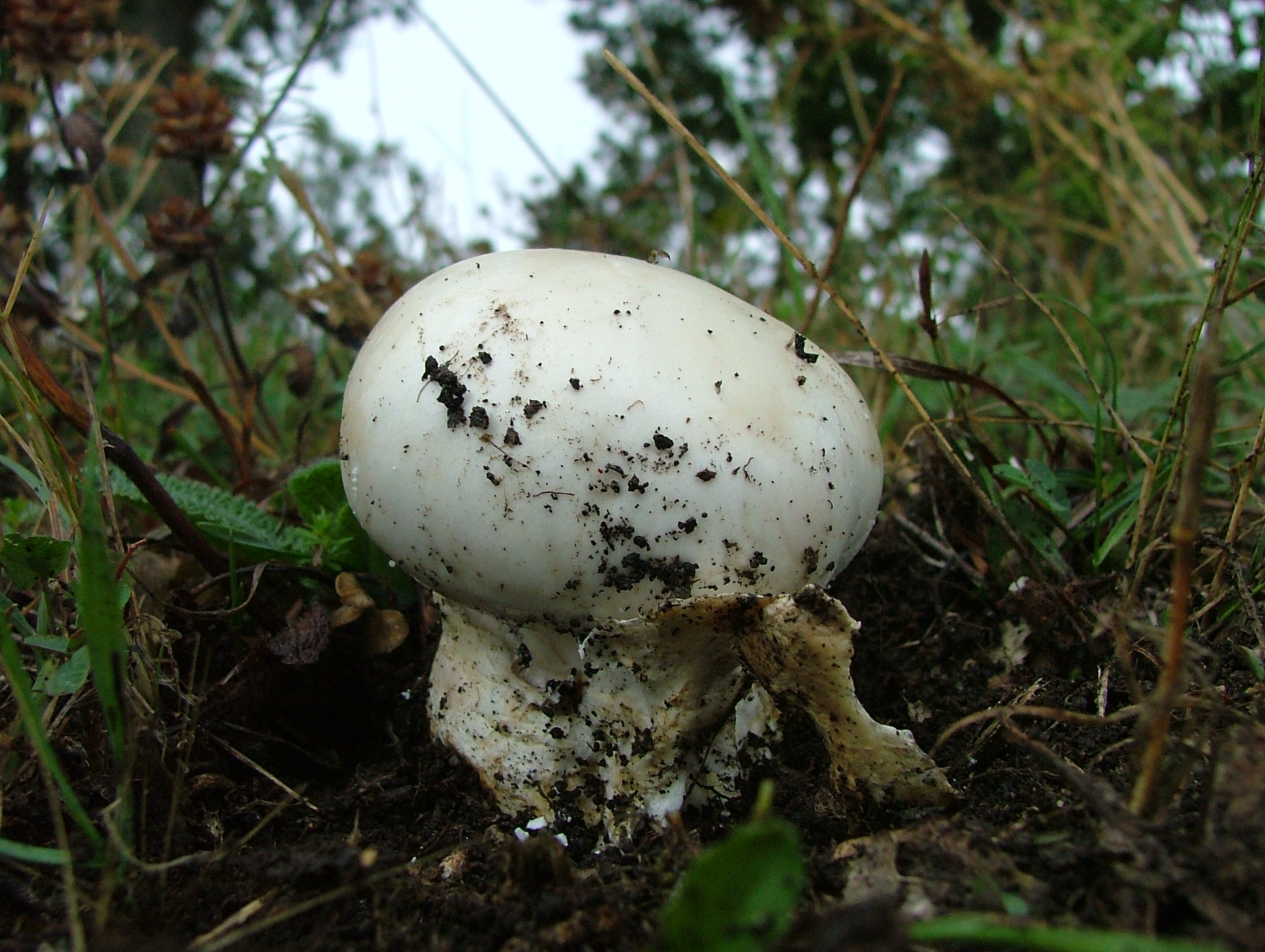
A. ovoidea tânără
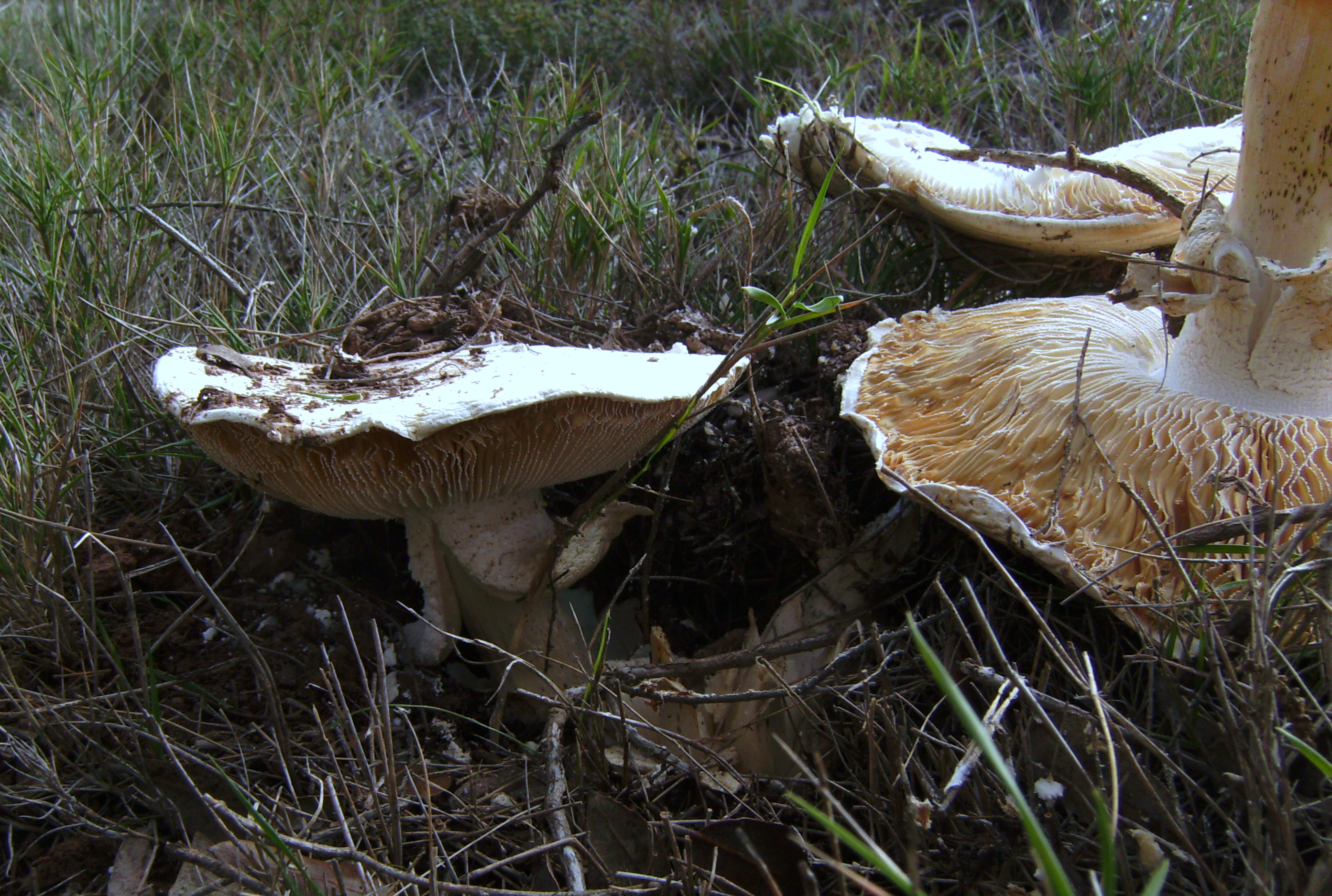
A. ovoidea bătrâne

## Confuzii
Buretele păros poate fi confundat cu ciuperci comestibile sau otrăvitoare de același gen, în primul rând cu gemenul lui foarte otrăvitor, nu rar mortal, Amanita proxima (ceva mai mică cu lamele crem albicioase până rozalbii precum o volvă galbenă până brun-galbenă și trecătoare, miros de ridiche). Foarte periculoasă și ușoară este de asemenea confuzia cu cele trei specii letale Amanita phalloides mai albuie, Amanita verna și Amanita virosa, mai departe cu Amanita boudieri (otrăvitoare), forma albă de Amanita citrina var. alba (restrâns comestibilă),  Amanita echinocephala (comestibilă, dar nu de recomandat), Amanita eliae (comestibilă), Amanita gemmata (otrăvitoare, marginea pălăriei striată, jambieră la locul de trecere spre bulb), Amanita strobiliformis (comestibilă, cu negi pe pălărie, inel slab, incomplet și striat) sau chiar cu Agaricus silvicola (comestibil), ori Volvariella gloiocephala sin. Volvariella speciosa (comestibilă, crește pe lemn).

## Specii asemănătoare în imagini

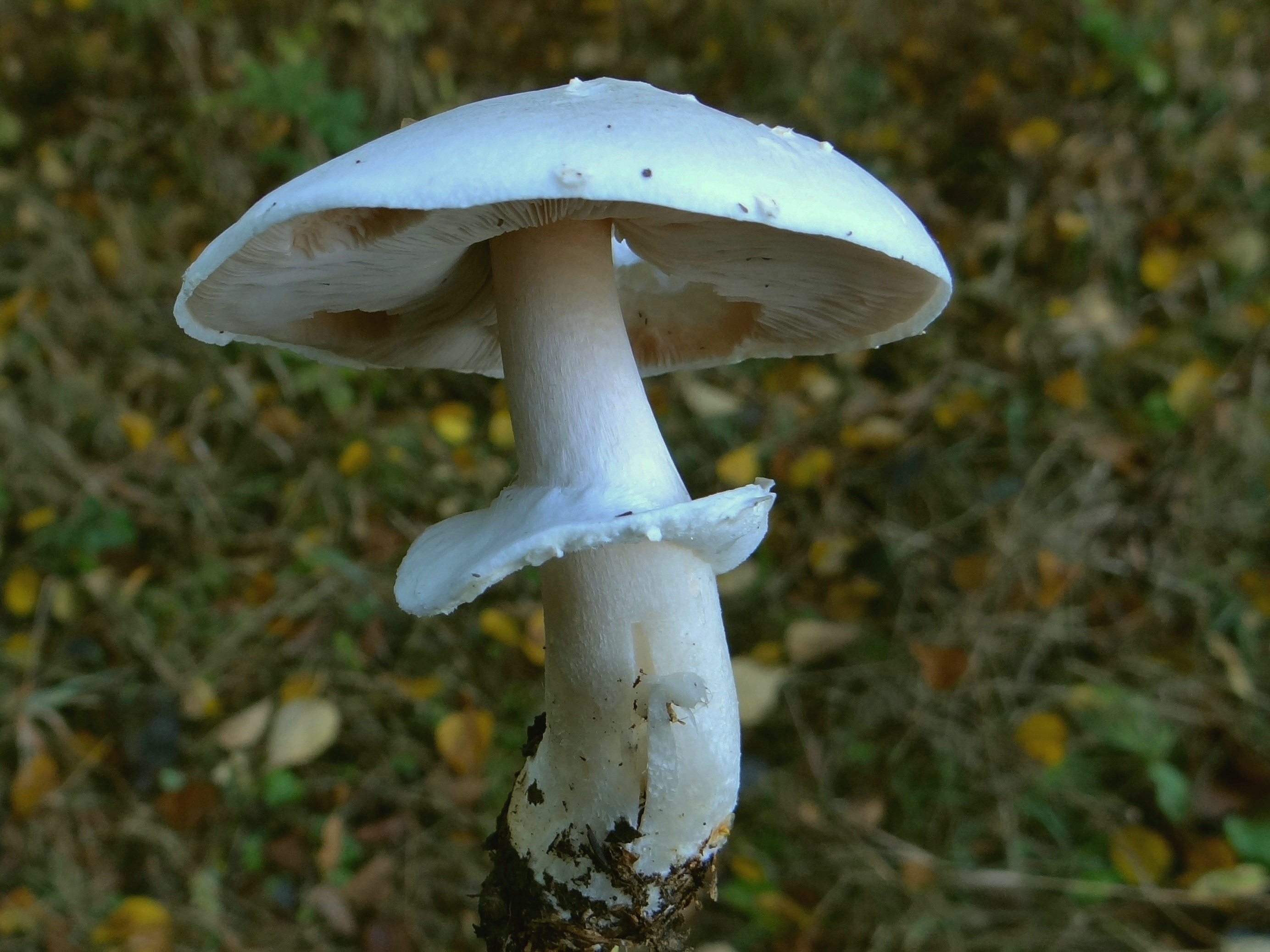
Agaricus silvicola
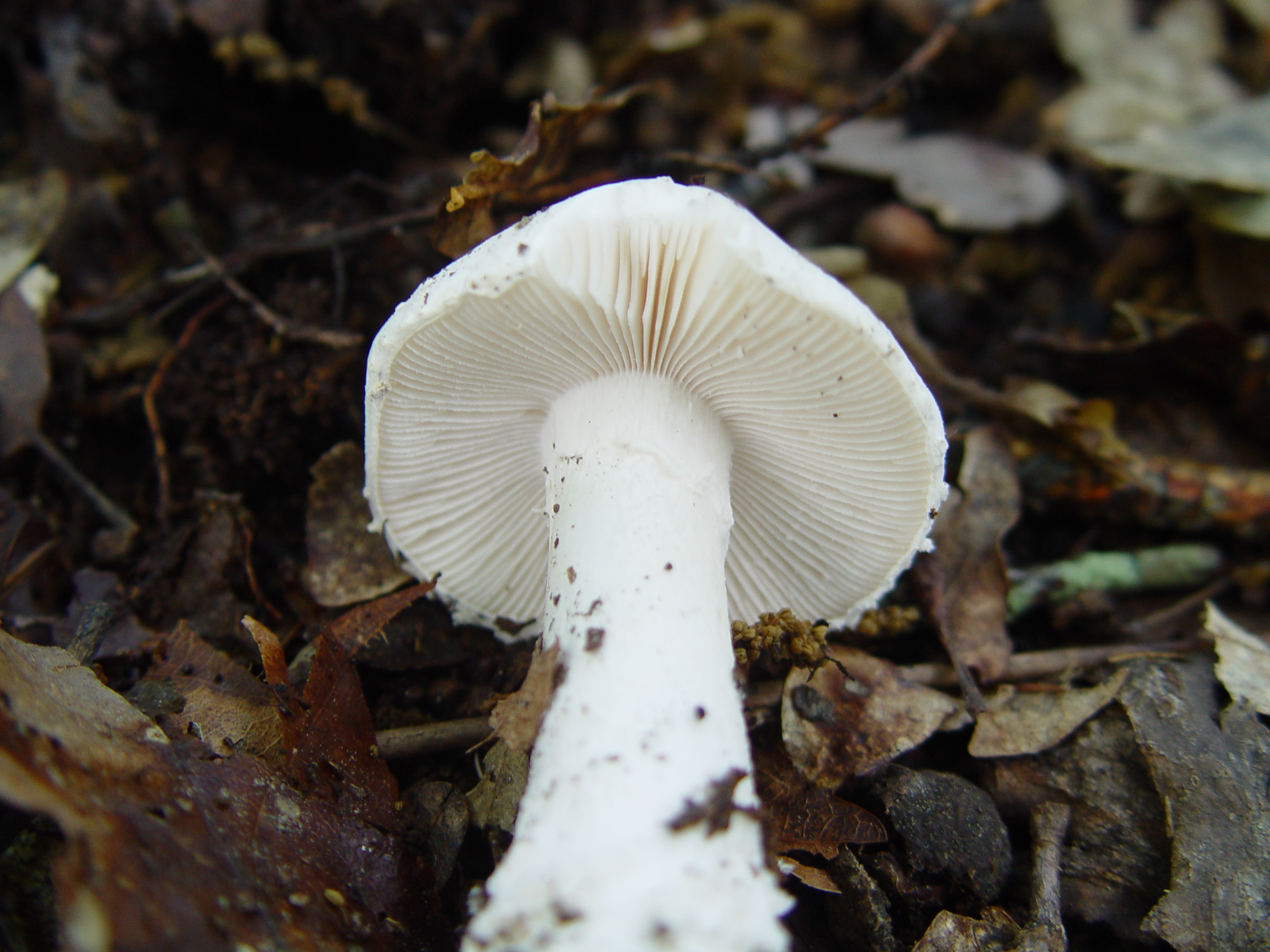
!!Amanita boudieri!!
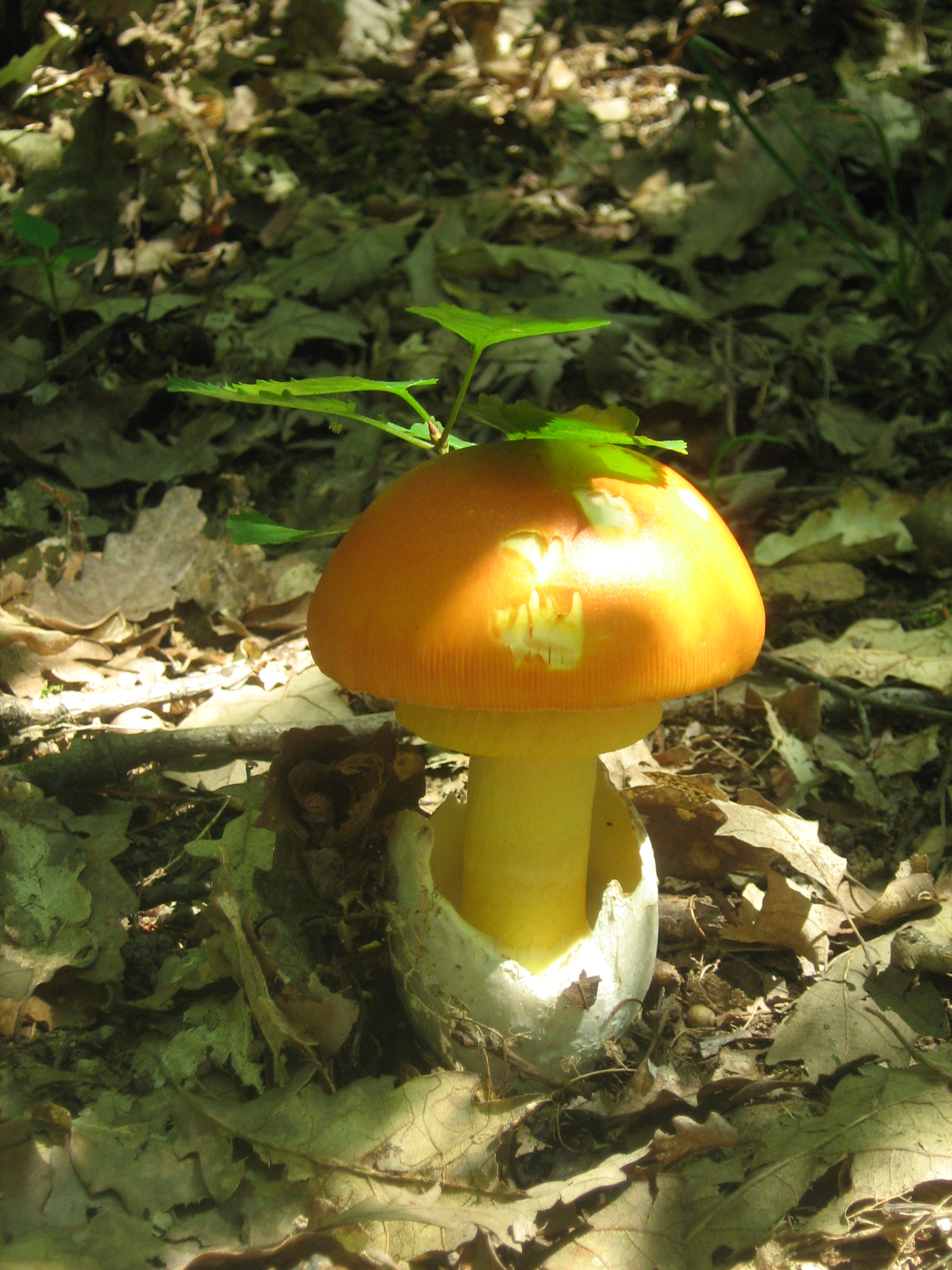
Amanita caesarea
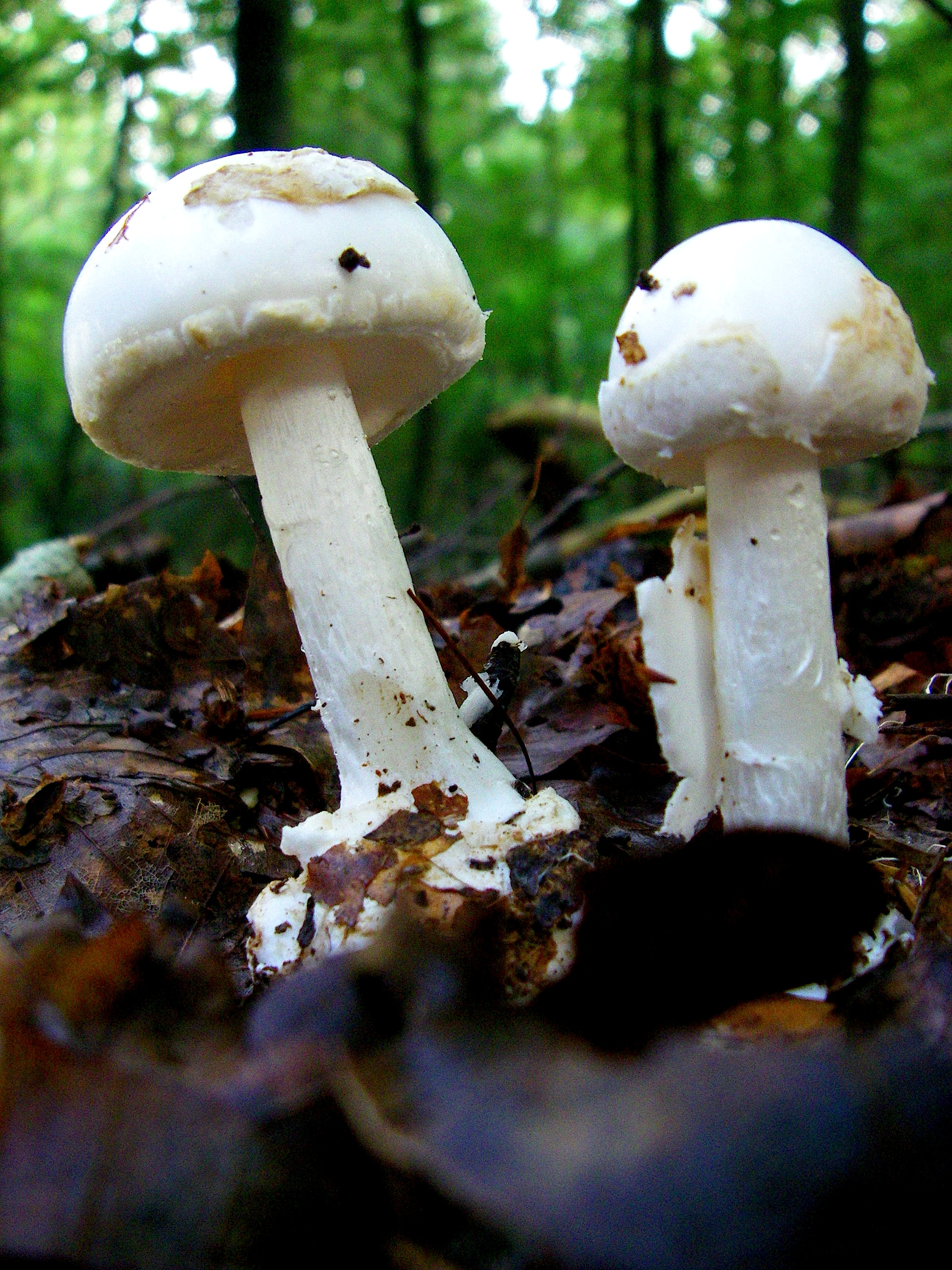
Amanita citrina albuie
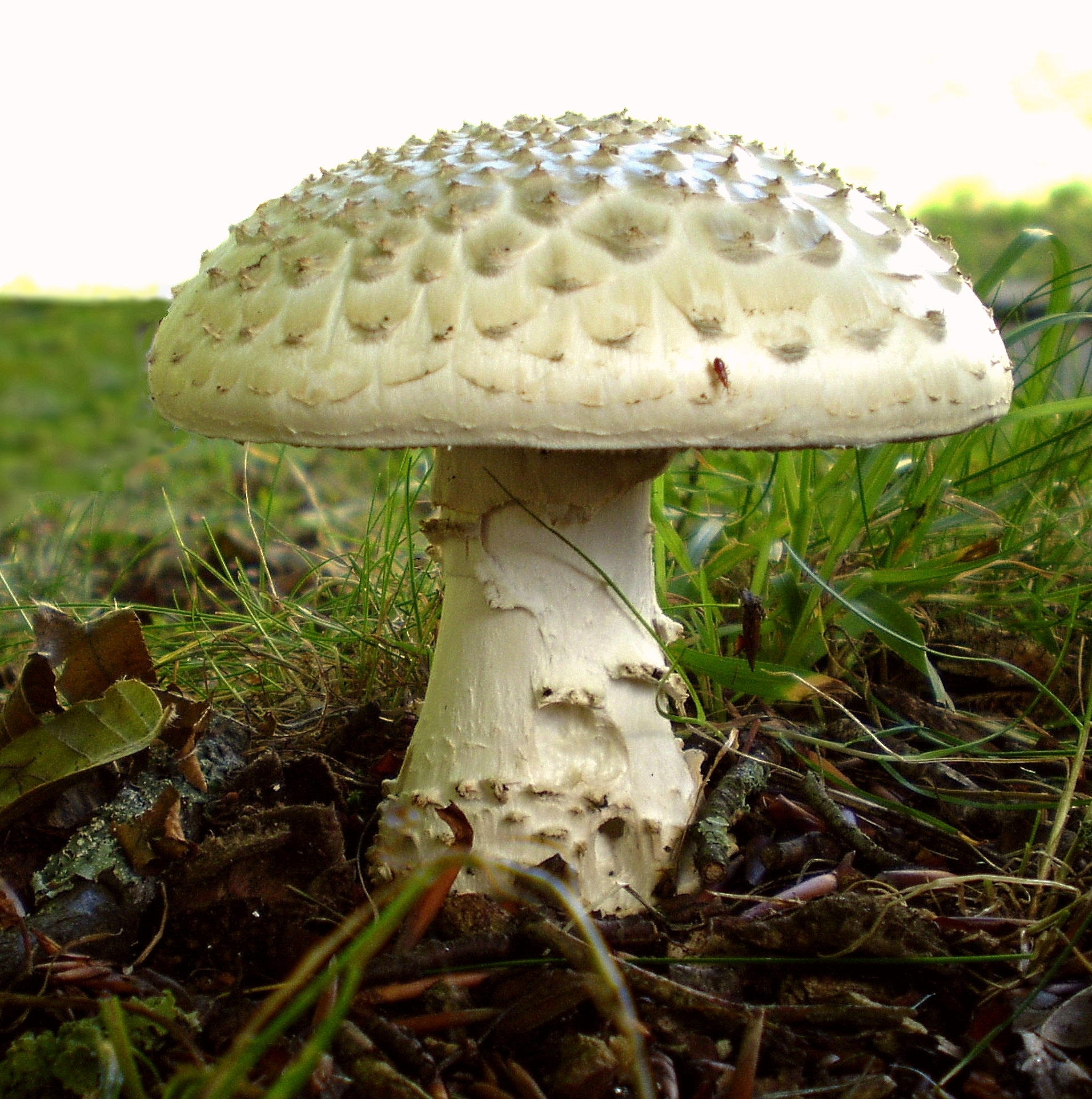
Amanita echinocephala
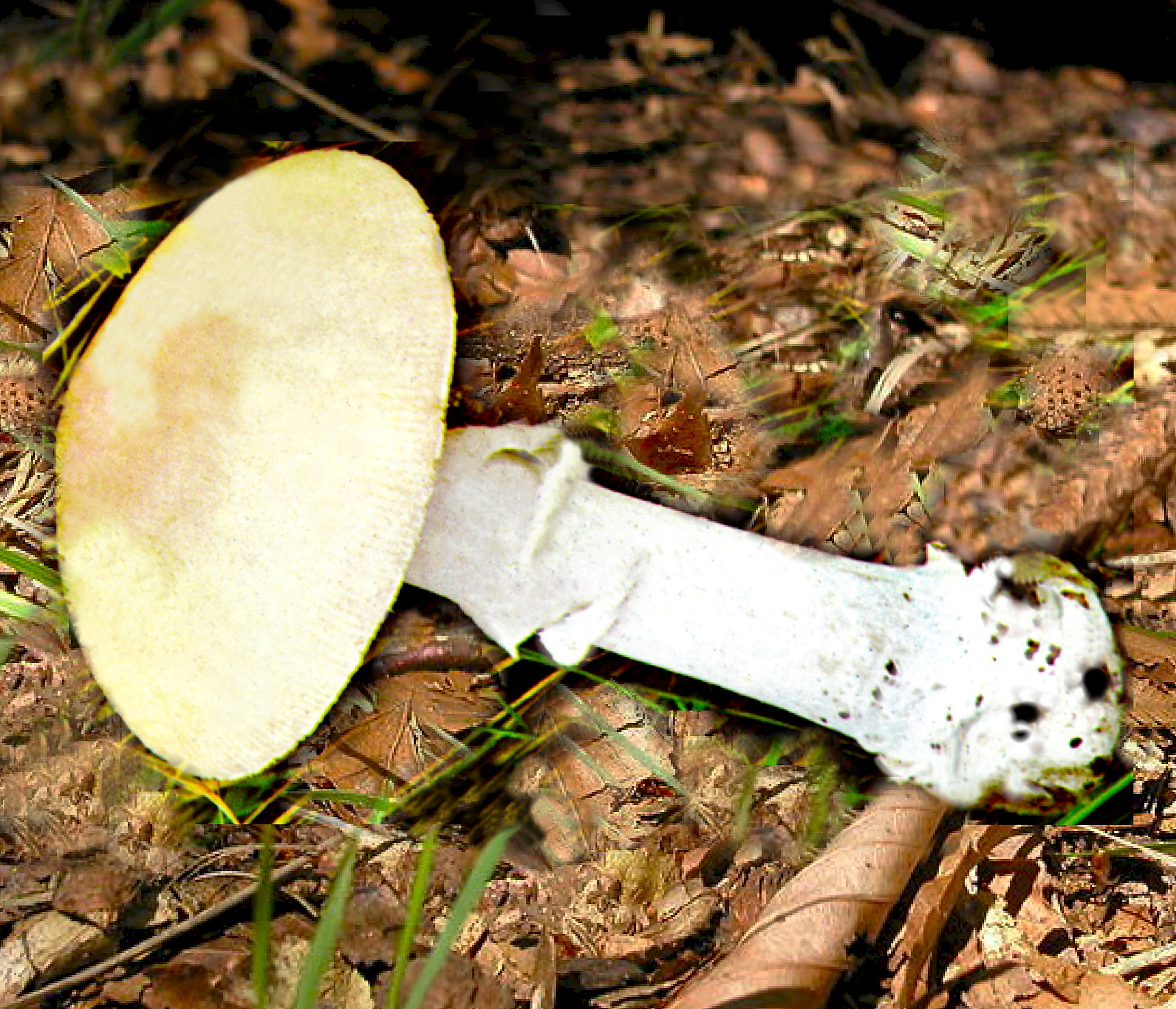
Amanita eliae
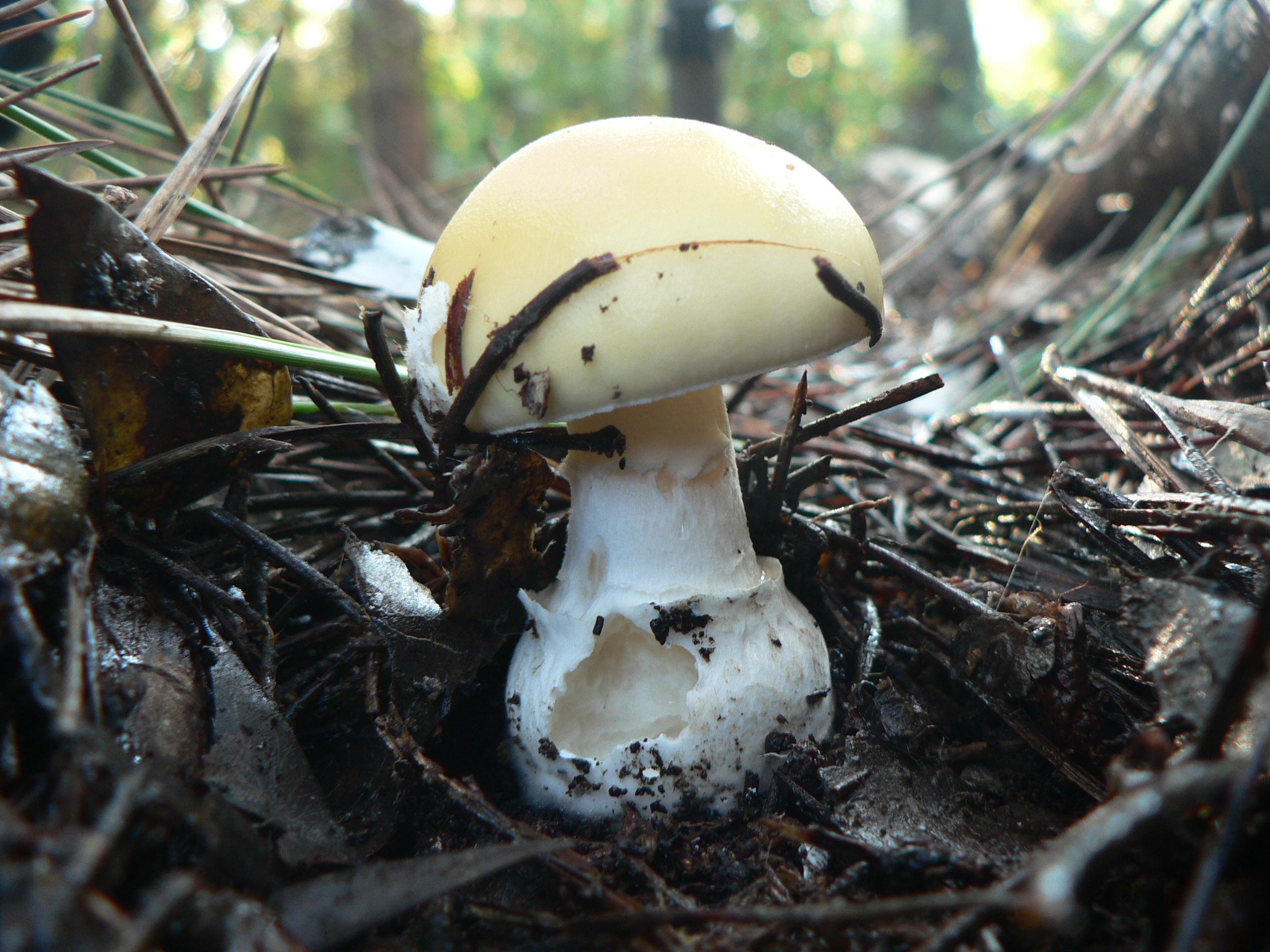
!! Amanita gemmata !!

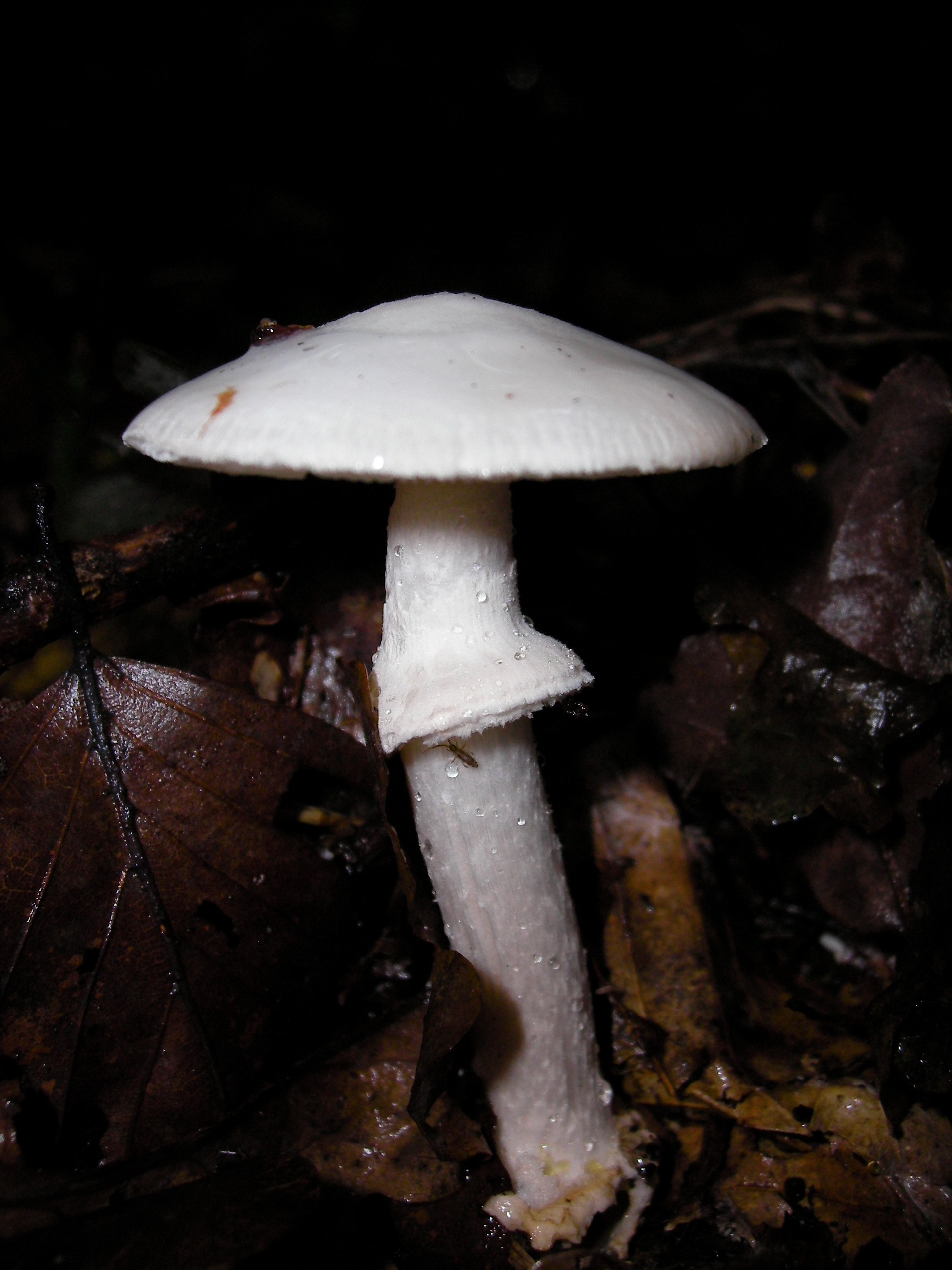
!!! Amanita phalloides !!!
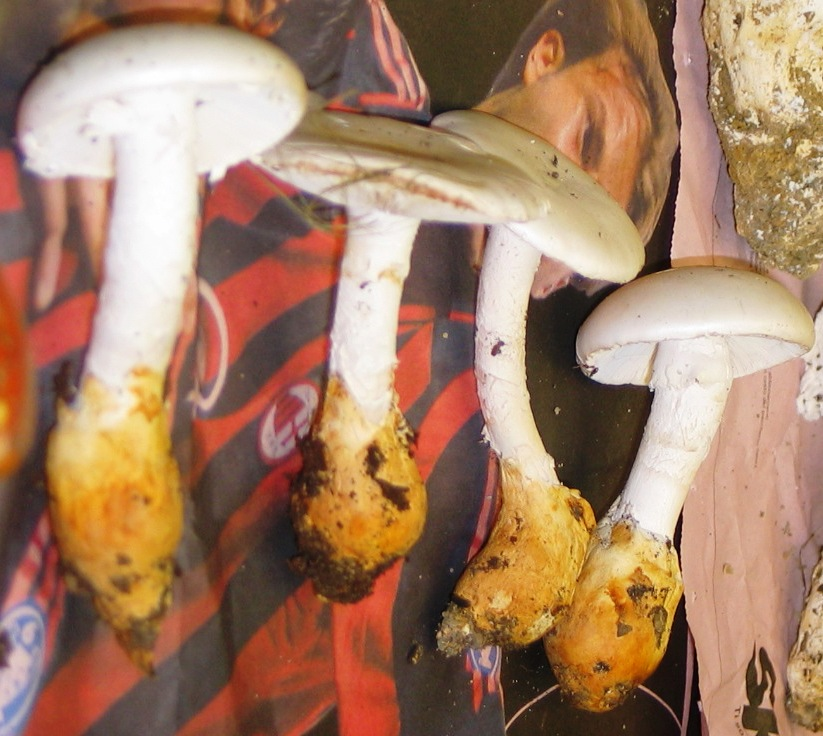
!! Amanita proxima  !!
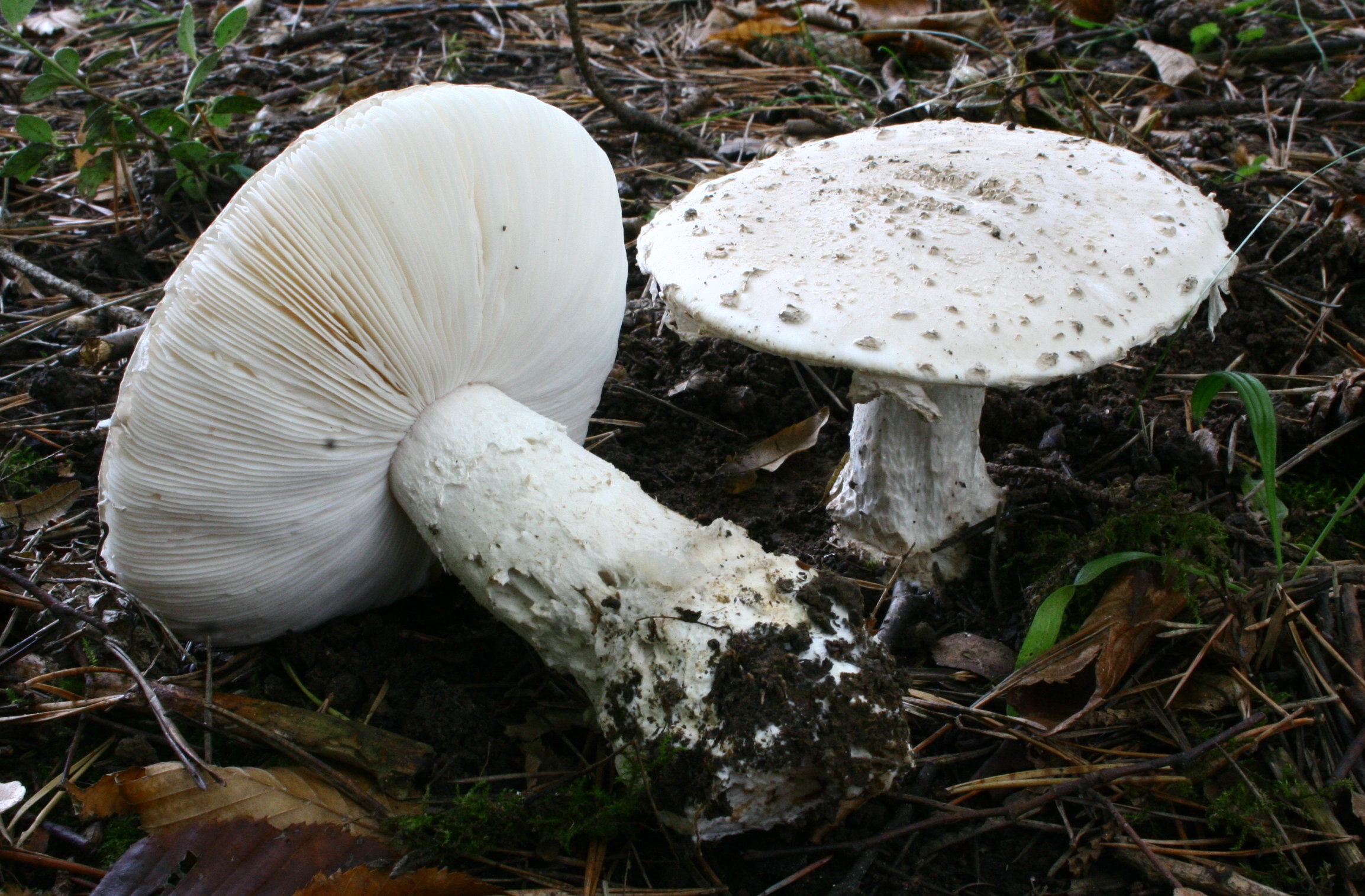
Amanita strobiliformis
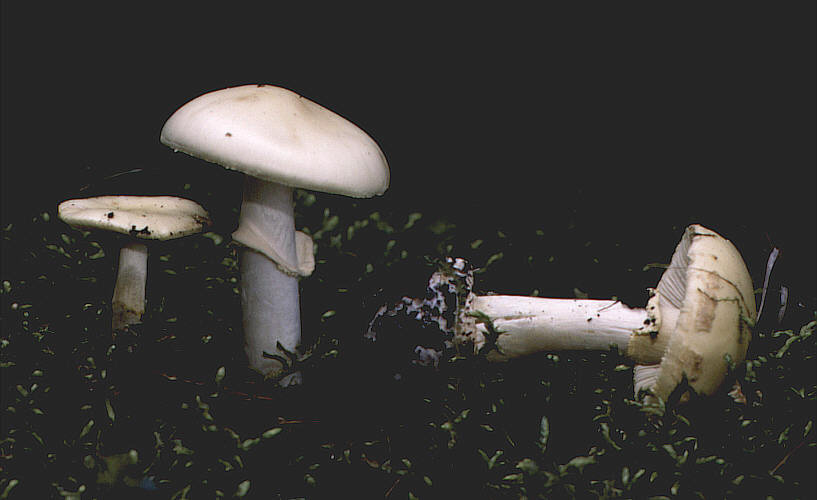
!!! Amanita verna !!!
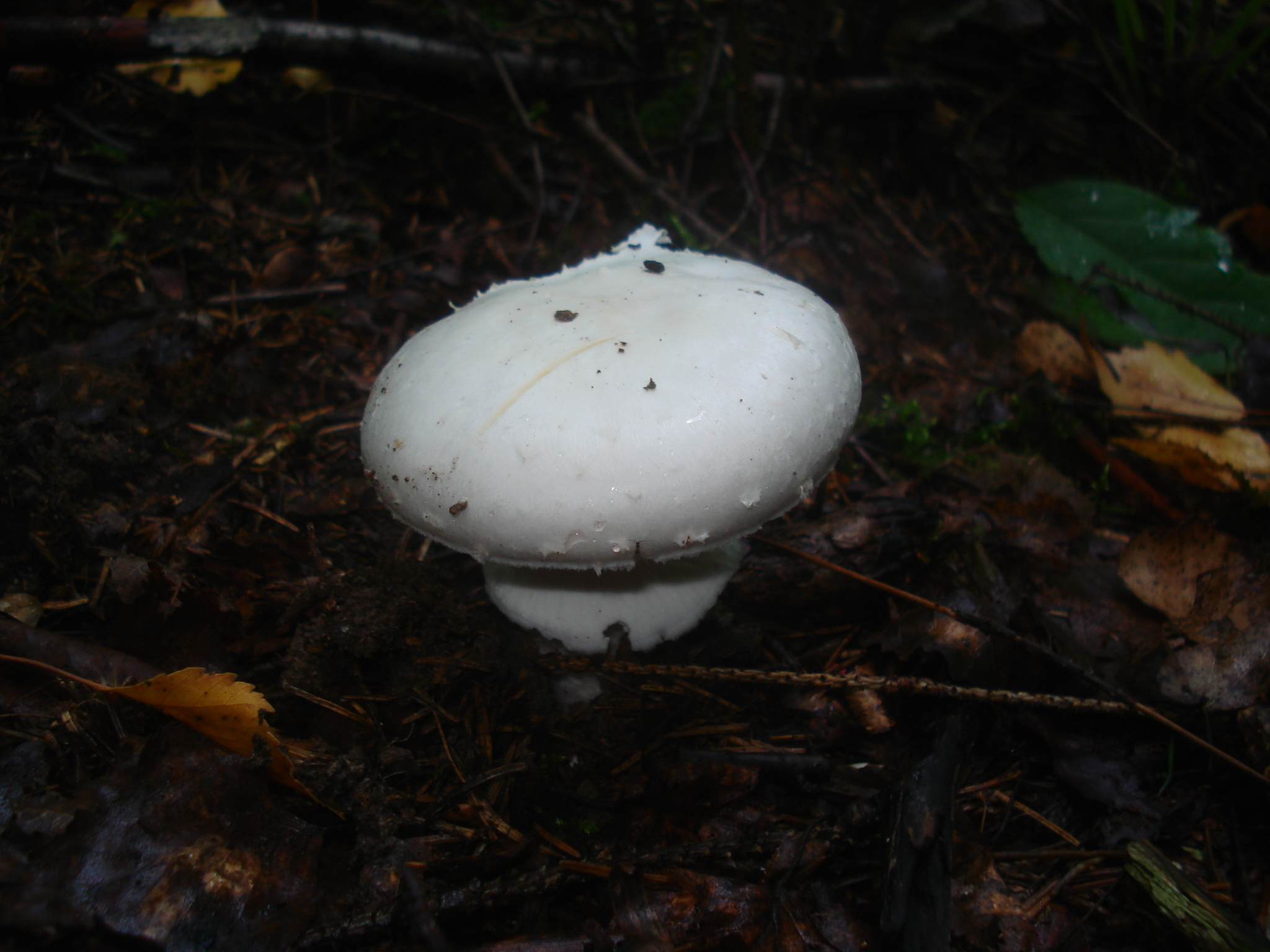
!!! Amanita virosa !!!
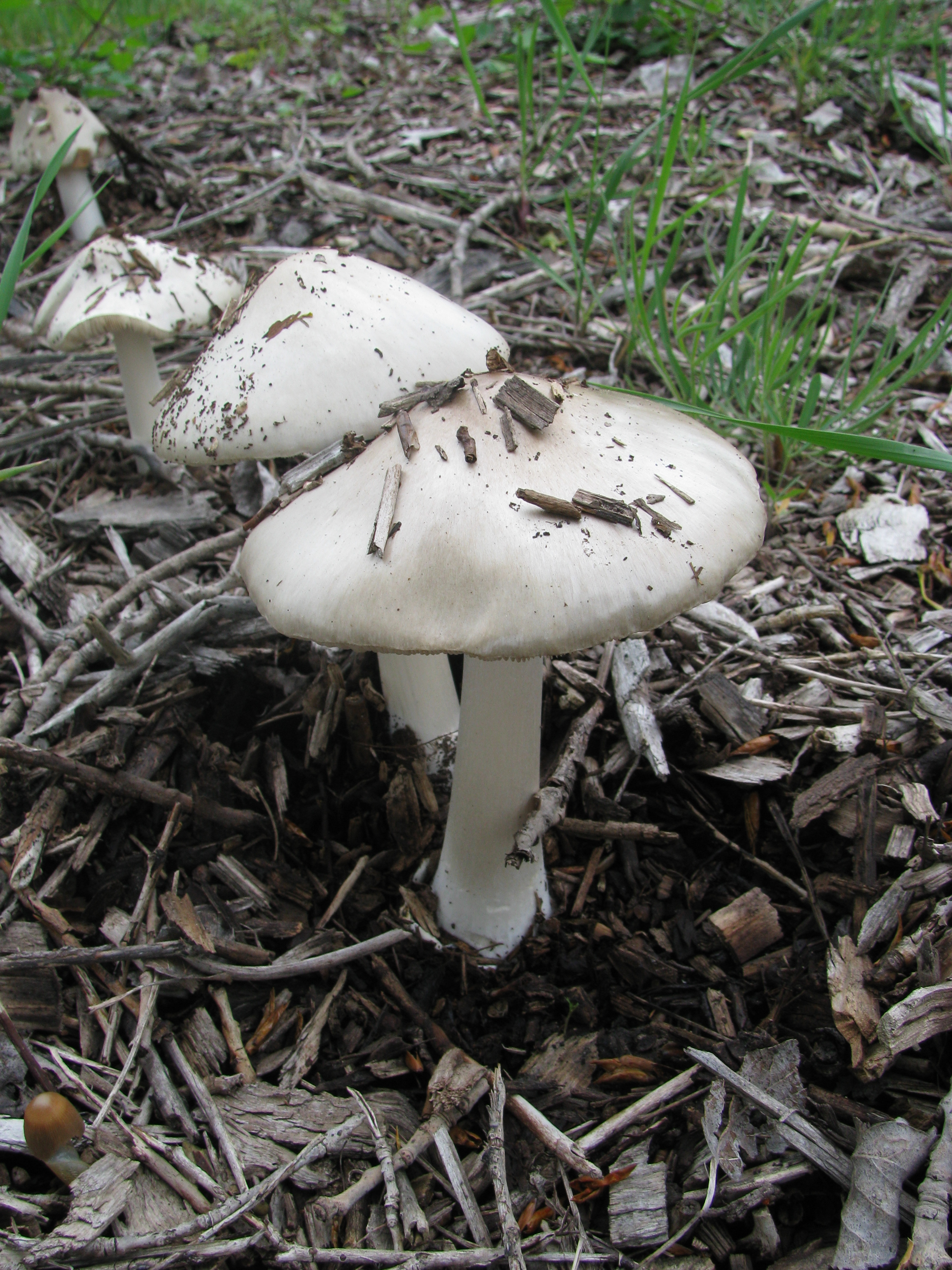
Volvariella gloiocephala

## Valorificare
Amanita ovoidea este consumată crud probabil și ea otrăvitoare. Deci pentru această ciupercă nu este indicat clar, se recomandă strict a nu consuma nici o specie de genul Amanita în stare crudă pentru a evita intoxicații. Astfel, sub aspect medicinal, este comestibilă, iar sub cel culinar destul de gustoasă în stadiu tânăr. Dar primejdia de a confunda această ciupercă cu speciile mortale ale genului sunt mari. De acea, buretele este numai unul pentru specialiști cu cunoștințe profunde. Se poate prepara ca Amanita rubescens . Fiind însă foarte rară, ar fi mai bine să fie lăsată la loc.